# Сели Мендоса, Орасио
Орасио Сели Мендоса (исп. Horacio Celi Mendoza; 3 января 1897, Пьюра, Перу — 25 сентября 2011, Кампо Поло) — перуанский супердолгожитель, чей возраст подтверждён GRG и LongeviQuest. Является старейшим человеком Перу за всё время и пятым по возрасту известным мужчиной после Дзироэмона Кимуры, Кристиана Мортенсена, Эмилиано Меркадо дель Торо и Хуана Висенте Переса Моры. Входит в число 100 старейших людей в истории. На момент своей смерти он был старейшим живущим мужчиной в мире, старейшим живущим человеком в Южной Америке и третьим старейшим живущим человеком в мире (после Бесси Купер и Тиёно Хасэгавы). Сели Мендоса является первым подтверждённым супердолгожителем из Перу, и он остается старейшим перуанцем в истории.

## Биография
Орасио Сели Мендоса родился в Пьюре, Перу, 3 января 1897 года. В 20 лет он женился на Сулеме Гарсиа, от которой у него было 12 детей. Его пережили девять: Лус Кристина, Мигель, Олинда, Ромуло, Габриэла, Хуан, Орасио, Хуана и Изабель. На момент смерти Орасио его старшему сыну Мигелю было 84 года.
После смерти 114-летнего Уолтера Брюнинга 14 апреля 2011 года Сели Мендоса стал кандидатом на звание старейшего живущего мужчины в мире, хотя его семья не могла позволить себе оплатить сбор за подачу его заявки в Книгу рекордов Гиннесса.
По словам его врача, доктора Арасели Гусмана, он сохранял впечатляющую ясность ума для своего возраста и помнил прошлое с ясностью и точностью. У него также не было большинства проблем со здоровьем, связанных с возрастом: он не был гипертоником, его кровяное давление было идеальным, и у него никогда не было диабета. Однако в последние годы его зрение ухудшалось из-за катаракты, и ему было трудно ходить.
Орасио Сели Мендоса умер в Кампо Поло, Пьюра, Перу, 25 сентября 2011 года в возрасте 114 лет и 265 дней.
Орасио Сели Мендоса был посмертно признан GRG в 2024 году и ему была присвоена ретроактивная дата 27 декабря 2019 года.

## Рекорды долголетия
- 3 января 2011 года он отпраздновал свой 114-й день рождения, став шестым мужчиной в истории, достигшим этого возраста (после Кристиана Мортенсена, Юкити Тюгандзи, Жоан Риудаветс, Эмилиано Меркадо дель Торо и Уолтера Брюнинга), и стал первым человеком, достигшим этого возраста, не имея при этом титула старейшего живущего мужчины в мире, поскольку Брюнинг в это время был еще жив.
- 14 апреля 2011 года, после смерти 114-летнего Уолтера Брюнинга из США, Сели Мендоса стал старейшим живущим мужчиной в мире. На тот момент Сели Мендосе было 114 лет и 101 день, это был самый старый возраст, в котором мужчина когда-либо получал этот титул, пока Дзироэмон Кимура из Японии не получил этот титул в возрасте 114 лет и 159 дней после смерти Сели Мендосы.
- 21 июня 2011 года стал старейшим живущим человеком в Южной Америке после смерти Марии Гомес Валентин из Бразилии.
- 28 июля 2011 года превзошёл возраст Уолтера Брюнинга и стал третьим старейшим мужчиной, когда-либо зарегистрированным.
- 2 августа 2011 года стал третьим старейшим живущим человеком в мире, после смерти Венеры Пиццинато-Папо из Италии.